# Tabanus anthrax
Tabanus anthrax är en tvåvingeart som beskrevs av Olsufjev 1937. Tabanus anthrax ingår i släktet Tabanus och familjen bromsar. Inga underarter finns listade i Catalogue of Life.